# جون هاميلتون غيليسبي
جون هاميلتون غيليسبي (بالإنجليزية: John Hamilton Gillespie)‏ هو شخصية أعمال وسياسي أمريكي، ولد في 1852، وتوفي في 1923.